# ウィリアム・サヴィル＝ケント

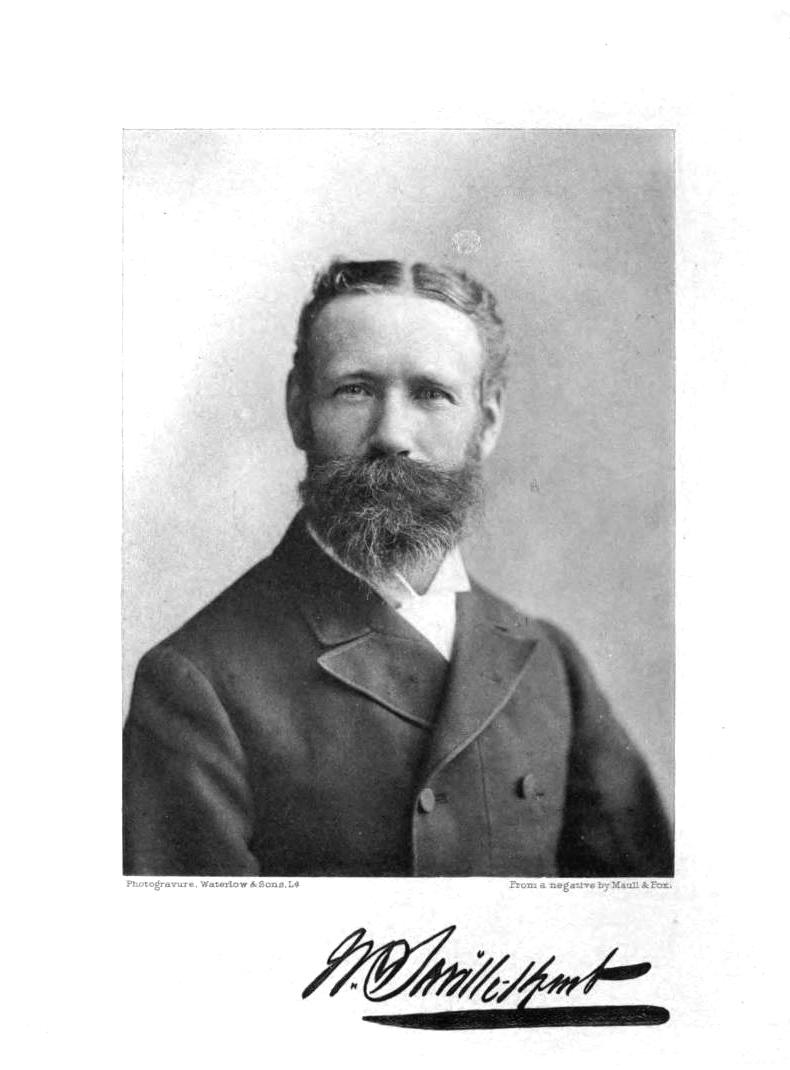
William Saville-Kent

ウィリアム・サヴィル＝ケント（William Saville-Kent、1845年7月10日 - 1908年10月11日）は、イギリスの海洋生物学者である。人工真珠（Imitation pearl）の製法を開発した。

## 略歴
デヴォン州のサイドワース(en)に生まれた。幼少期に母親が死に、4歳の異母弟のフランシスが殺害され、後に姉のコンスタンス・ケントが起訴され、死刑判決を受けた後、終身刑に減刑されコンスタンスは20年間、服役した。ウィリアムも共犯の嫌疑を受けたが、起訴されることはなかった。
サヴィル＝ケントは、キングス・カレッジで学んだ後、王立鉱山学校でトマス・ヘンリー・ハクスリーのもとで学んだ。大英博物館で1866年から1872年の間、働いた。1869年にロンドン動物協会の会員になり、1873年にロンドン・リンネ協会の会員となった。1870年に王立協会の資金を得てポルトガルの海底生物の調査を行った。1872年から1873年の間はブライトン水族館、1873年から1876年の間はマンチェスター水族館で働き、多くの水族館で働いた後、1879年にブライトンに戻った。
ハクスリーの推薦で1884年にオーストラリアのタスマニア島の水産局の監督官になり、1889年にクイーンズランド州の水産局長、1892年に西オーストラリア州の水産局長を歴任し1895年までその職を続けた。この間、真珠の養殖の実験に成功し、真球の真珠の製法を開発した。この技術をもとに、日本の西川藤吉らによって真珠養殖は実用化されることになった。

## 著作
- A Manual of the Infusoria, 1880, 1881, 1882 (3 Vol.)
- The Great Barrier Reef, 1893
- The Naturalist in Australia, 1897